# Benjamín Lacayo Sacasa
Benjamín Lacayo Sacasa (Granada, 27 de junio de 1893 - 4 de abril de 1959) fue un político nicaragüense, que ocupó brevemente el Presidente de Nicaragua tras la efímera presidencia de Leonardo Argüello Barreto, en 1947.
Perteneciente al Partido Liberal Nacionalista (PLN), su presidencia es vista como un gobierno atado  a los designios del Jefe de la Guardia Nacional (GN), General Anastasio Somoza García, el verdadero gobernante del país.
Don Benjamin formaba parte de una de las familias más antiguas de Nicaragua, a partir de 1521, con la llegada del capitán Francisco Sacasa hacia Rivas, procedente de España. Los Lacayo descienden de Don José Antonio Lacayo de Briones y Palacios, un gobernador español del siglo XVIII.

## Presidente de la República
En 1947, de manera inconstitucional,  el Congreso designó como Presidente a Don Benjamín tras la destitución de Leonardo Argüello Barreto. Como nuevo Presidente Interino, procedió a nombrar al "hombre fuerte" de Nicaragua, General Anastasio Somoza García, Ministro de Guerra con jurisdicción sobre todas las fuerzas de aire, mar y tierra de la nación, anexándole también la Dirección General de la Guardia Nacional. El 5 de julio de 1947, bajo las órdenes de Somoza García, decretó el confinamiento de los principales dirigentes del Partido Socialista Nicaragüense PSN en la isla de Ometepe, bajo los cargos de pertenecer a una agrupación política identificada con una ideología extraña, prohibida por la Constitución. 
Desde esa fecha, Somoza García rompió con la izquierda y buscó el apoyo de los conservadores para fortalecer su posición en el Gobierno.
También fue nombrado el nuevo gabinete, dejándose varios cargos vacantes que se proyectaron para ofrecer a representantes de los varios partidos políticos, con el fin de atraer adeptos al su gobierno. La Organización de los Estados Americanos (OEA) se negó a reconocer su gobierno.
Bajo fuerte presión internacional porque su gobierno no fue reconocido, incluyendo a los Estados Unidos, y siguiendo las decisiones de Somoza, convocó para el siguiente 3 de agosto, es decir menos de tres meses después, a la elección de una Asamblea Nacional Constituyente. 
En la elección no votó ni el 10% de la población apta para hacerlo. En su propio día de instalación, el 15 de agosto de 1947, la Asamblea aceptó la renuncia de Lacayo Sacasa y eligió Presidente de la República para un período de cuatro años al anciano Víctor Manuel Román y Reyes, tío del propio Somoza García pues era primo de su padre, Anastasio Somoza Reyes.
| Predecesor: Leonardo Argüello Barreto | Presidente de Nicaragua 27 de mayo - 15 de agosto de 1947 | Sucesor: Víctor Manuel Román y Reyes |